# Señora Influencer
Señora Influencer es una película de comedia negra y terror psicológico mexicana de 2023, dirigida y escrita por Carlos Campos-Santos. Está protagonizada por Mónica Huarte, Macarena García, Diana Carreiro, y Memo Dorantes. 

## Argumento
De manera repentina, Fátima, una mujer en sus cuarenta años, se transforma en la influencer más destacada del momento. Sofi y Cami, dos jóvenes influencers, buscan aprovechar la súbita fama de Fátima al simular ser sus amigas. A medida que Fátima gana seguidores que la admiran, también atrae a detractores ocultos tras pantallas, sin darse cuenta de que se han burlado del perfil equivocado.

## Reparto
- Mónica Huarte como Fátima Ferreira[2]
  - Renata Molinar como Fátima de niña[2]
- Diana Carreiro como Camila[2]
- Memo Dorantes como FélixPerro[2]
- Macarena García como Sofi Fojo[2]
- Leonardo Daniel como Joaquín Ferreira[2]
- Bárbara Lombardo como Jackie Lombardo[2]
- Mau Nieto como Paco[2]
- Daniela Peña como Lulu[2]
- Sandra Burgos como mamá de Fátima[2]
- Christian Uribe como Roberto Ortiz[2]
- Michelle Durán como Diana Bichota[2]
- Ángel Escarcega como Machete69[3]
- Michael Cohn como Juan Treviño[3]
- Alejandro de la Madrid como novio imaginario[3]
- Claudia Acosta como Magaly[3]
- Paola Rojas como reportera de noticiero[3]

## Estreno
Señora Influencer se proyecto por primera vez en el 21° Festival Internacional de Cine de Morelia, y se lanzó en cines mexicanos el 2 de noviembre de 2023.

## Recepción
La película fue objeto de críticas variadas, pero en su mayoría recibió elogios dirigidos hacia su desarrollo argumental y a la interpretación de Mónica Huarte, y también por la forma en la que se abordaron y se representaron las enfermedades mentales.